# ラベンダー (サカノウエヨースケの曲)
「ラベンダー」は、サカノウエヨースケの通算4枚目のシングル。2001年10月24日にアンティノスレコードよりリリース。

## 解説
前作「ジョバンニ」より3ヵ月後のリリース。前作と同様に「ラベンダー」はテレビ朝日系「Matthew's Best Hit TV」エンディングテーマに起用された。「ラベンダー」と「月と太陽」は1枚目のアルバム『TOY』に収録された。

## 収録曲
1. ラベンダー
  - 作詞・作曲：サカノウエヨースケ、編曲：浅倉大介
  - テレビ朝日系「Matthew's Best Hit TV」エンディングテーマ
2. 月と太陽
  - 作詞・作曲：サカノウエヨースケ、編曲：浅倉大介
3. Lover's Dream (proto tracks version)
  - 作詞・作曲：サカノウエヨースケ